# Charta 77
Charta 77 var en samling af intellektuelle, der kæmpede for demokrati og ytringsfrihed i det kommunistiske Tjekkoslovakiet. Gruppen eksisterede fra 1977 til 1992.
Forfatteren Vaclav Havel var en af de mest prominente medlemmer af Charta 77. Mange af medlemmerne spillede vigtige roller i Tjekkiet og Slovakiet efter fløjlsrevolutionen i 1989.